# 343 km
343 km è il primo mixtape del rapper italiano Mecna, pubblicato nel 2005.

## Descrizione
Il mixtape è stato composto di strumentali edite, eccetto Decomprensione che è stata prodotta da James Cella, inoltre anche il progetto segna un trasferimento dell'artista per studiare ed è stato pubblicato per annunciare il primo album in studio dei Microphones Killarz No Problem.

## Tracce
1. Due parole
2. Lucifero
3. Chilometri
4. Oh! (feat. Nasty)
5. Qualsiasi cosa
6. Union Square
7. Stasera (feat. Jok)
8. Decomprensione
9. Always Be (feat. GG Man & Odio Tribale)